# Barley
Barley är en ort och civil parish i Storbritannien.   Den ligger i grevskapet Hertfordshire och riksdelen England, i den sydöstra delen av landet, 60 km norr om huvudstaden London. Barley ligger 101 meter över havet och antalet invånare är 659.
Terrängen runt Barley är platt, och sluttar norrut. Runt Barley är det tätbefolkat, med 286 invånare per kvadratkilometer. Närmaste större samhälle är Bishop's Stortford, 19,1 km söder om Barley. Trakten runt Barley består till största delen av jordbruksmark.